# Empreinte(s)
 (juin 2023).
Si vous disposez d'ouvrages ou d'articles de référence ou si vous connaissez des sites web de qualité traitant du thème abordé ici, merci de compléter l'article en donnant les références utiles à sa vérifiabilité et en les liant à la section « Notes et références ».
Pour les articles homonymes, voir Empreinte.
Empreinte(s) est une collection de l'éditeur Dupuis qui explore des horizons et univers très différents.

## Séries publiées
- Bouddha d’Azur (Le)
- Bunker
- Corsaires d’Alcibiade (Les)
- La Dernière Reine
- Fille du Yukon (La)
- Hammerfall
- Livre des amortels (Le)
- Lucy
- Matière fantôme
- Monsieur Mardi-Gras Descendres
- Nefesis
- Pandora box
- Protecto
- Quintett
- Rêve de Jérusalem (Le)
- Secrets : L’Écharde
- Secrets : L’Écorché
- Secrets : Le Serpent sous la glace
- Secrets : Samsara
- Yoni